# Mesterholdenes Europa Cup i håndbold 1971-72 (mænd)
Mesterholdenes Europa Cup i håndbold 1971–72 var den 12. udgave af Mesterholdenes Europa Cup i håndbold for mænd. Turneringen havde deltagelse af 22 klubhold: 21 nationale mestre fra sæsonen forinden samt den forsvarende Europa Cup-vinder, og den blev afviklet som en cupturnering, hvor opgørene til og med semifinalerne blev afgjort over to kampe (ude og hjemme), mens finalen blev afgjort i én kamp på neutral bane.
Turneringen blev vundet af Partizan Bjelovar fra Jugoslavien, som i finalen i Dortmund besejrede de foregående to sæsoners vindere, VfL Gummersbach fra Vesttyskland, med 19-14. Det var første gang at Partizan Bjelovar vandt Mesterholdenes Europa Cup, men holdet havde tidligere været i finalen i sæsonen 1961-62.
Danmarks repræsentant i turneringen var Efterslægtens Boldklub fra København, som tabte i kvartfinalen til Tatran Presov med 27-42 efter to kampe.

## Resultater

### 1/16-finaler
| Dato   | Dato   | Hjemmehold i 1. kamp     | Udehold i 1. kamp  | Resultat | Resultat | Resultat |
| 1.kamp | 2.kamp | Hjemmehold i 1. kamp     | Udehold i 1. kamp  | Samlet   | 1.kamp   | 2.kamp   |
| ------ | ------ | ------------------------ | ------------------ | -------- | -------- | -------- |
| 17.10. | 24.10. | FH                       | US d'Ivry          | 34–36    | 18-21    | 16-15    |
| ?      | –      | UK-51 Helsinki           | Hapoel Petah Tikva | w.o.     | 17-21    | –        |
| –      | –      | Grunwald Poznan          | MAI Moskva         | w.o.     | –        | –        |
| ?      | ?      | TSV St. Otmar St. Gallen | SoIK Hellas        | ?–?      | 24-27    | ?-?      |
| 6.10.  | 30.10. | Oppsal IF                | BM Granollers      | 36–26    | 20-10    | 16-16    |
| ?      | ?      | HB Dudelange             | HV Sittardia       | 23–38    | 10-17    | 13-21    |

### 1/8-finaler
| Dato   | Dato   | Hjemmehold i 1. kamp | Udehold i 1. kamp    | Resultat | Resultat | Resultat |
| 1.kamp | 2.kamp | Hjemmehold i 1. kamp | Udehold i 1. kamp    | Samlet   | 1.kamp   | 2.kamp   |
| ------ | ------ | -------------------- | -------------------- | -------- | -------- | -------- |
| ?      | ?      | Genovesi Roma        | Partizan Bjelovar    | ?–?      | ?-?      | ?-?      |
| 25.11. | 27.11. | FH                   | UK-51 Helsinki       | 30–21    | 13-10    | 17-11    |
| 17.11. | 22.11. | MAI Moskva           | Grün-Weiss Dankerzen | 25–22    | 12-11    | 13-11    |
| ?      | 23.11. | Inter Herstal        | SoIK Hellas          | 24–52    | 15-25    | 9-27     |
| ?      | 28.11. | Oppsal IF            | Chernomoretz Burgas  | 40–31    | 25-15    | 15-16    |
| 22.11. | 30.11. | VfL Gummersbach      | Sporting Lisboa      | 59–26    | 38-6     | 21-20    |
| ?      | ?      | Efterslægtens BK     | ASK Salzburg         | ?–?      | ?-?      | ?-?      |
| ?      | ?      | HV Sittardia         | Tatran Presov        | 25–34    | 9-10     | 16-24    |

### Kvartfinaler
| Dato   | Dato   | Hjemmehold i 1. kamp | Udehold i 1. kamp | Resultat | Resultat | Resultat |
| 1.kamp | 2.kamp | Hjemmehold i 1. kamp | Udehold i 1. kamp | Samlet   | 1.kamp   | 2.kamp   |
| ------ | ------ | -------------------- | ----------------- | -------- | -------- | -------- |
| 28.12. | ?      | Partizan Bjelovar    | FH                | 55–22    | 27-8     | 28-14    |
| ?      | 28.12. | MAI Moskva           | SoIK Hellas       | 25–18    | 13-9     | 12-9     |
| 18.12. | 29.12. | Oppsal IF            | VfL Gummersbach   | 31–32    | 18-13    | 13-19    |
| 28.12. | ?      | Tatran Presov        | Efterslægtens BK  | 42–27    | 18-14    | 24-13    |

### Semifinaler
| Dato   | Dato   | Hjemmehold i 1. kamp | Udehold i 1. kamp | Resultat | Resultat | Resultat |
| 1.kamp | 2.kamp | Hjemmehold i 1. kamp | Udehold i 1. kamp | Samlet   | 1.kamp   | 2.kamp   |
| ------ | ------ | -------------------- | ----------------- | -------- | -------- | -------- |
| 28.1.  | ?      | Partizan Bjelovar    | MAI Moskva        | 32–31    | 21-14    | 11-17    |
| 28.1.  | 2.2.   | VfL Gummersbach      | Tatran Presov     | 30–24    | 12-5     | 18-19    |

### Finale
Finalen blev spillet i Dortmund, Vesttyskland.
| Dato  | Vinder            | Finalist        | Res.  |
| ----- | ----------------- | --------------- | ----- |
| 19.2. | Partizan Bjelovar | VfL Gummersbach | 19–14 |